# Franjevački samostan i crkva sv. Martina u Sumartinu
Franjevački samostan i crkva sv. Martina u mjestu Sumartinu, općina Selca, zaštićeno kulturno dobro.

## Opis dobra
Franjevački samostan u Sumartinu, ul. fra Andrije Dorotića 3, nastao je na mjestu hospicija za franjevce iz Imotskog i Makarske. Oni su predvodili zbijeg stanovništva iz kopnenog dijela Dalmacije za Kandijskog rata. Današnja izdužena samostanska jednokatnica započeta je za uprave i prema nacrtu fra Andrije Kačića Miošića pol. XVIII. stoljeća. Samostan nema klaustra već prostrani gornji i donji vrt. Stara barokna crkva sv. Martina zamijenjena je novom neoromaničkom građevinom s transeptom i zvonikom 1913. godine prema nacrtu Ć. M. Ivekovića.

## Zaštita
Pod oznakom Z-5000 zavedeni su kao nepokretno kulturno dobro - pojedinačno, pravna statusa zaštićena kulturnog dobra, klasificirano kao "sakralne građevine".